# Gmina zbiorowa Leinebergland
Gmina zbiorowa Leinebergland (niem. Samtgemeinde Leinebergland) – gmina zbiorowa położona w niemieckim kraju związkowym Dolna Saksonia, w powiecie Hildesheim. Siedziba gminy zbiorowej znajduje się w mieście Gronau (Leine). Powstała 1 listopada 2016 z połączenia gminy zbiorowej Duingen z gminą zbiorową Gronau (Leine).

## Podział administracyjny
Do gminy zbiorowej Leinebergland należą trzy gminy, w tym dwa miasteczka (niem. Flecken) oraz jedno miasto (Stadt):
1. Duingen
2. Eime
3. Gronau (Leine)